# デレ・アイイェヌグバ
デレ・アイイェヌグバ（Bamidele Mathew Aiyenugba、1983年11月20日 - ）は、ナイジェリアのサッカー選手。元ナイジェリア代表。ポジションはゴールキーパー。

## 経歴
2005年にナイジェリア代表デビュー。出場機会は無かったが、アフリカネイションズカップ2006、2008、2010のメンバーにも選ばれ、2006年と2010年は3位になった。また、2010 FIFAワールドカップのメンバーにも選出された。2011年までに17試合に出場した。

## 代表歴

### 出場大会
- ナイジェリア代表
  - 2010 FIFAワールドカップ

### 試合数
- 国際Aマッチ 17試合 0得点（2005年-2011年）[1]

| ナイジェリア代表 | 国際Aマッチ | 国際Aマッチ |
| 年               | 出場        | 得点        |
| ---------------- | ----------- | ----------- |
| 2005             | 1           | 0           |
| 2006             | 0           | 0           |
| 2007             | 4           | 0           |
| 2008             | 4           | 0           |
| 2009             | 0           | 0           |
| 2010             | 2           | 0           |
| 2011             | 6           | 0           |
| 通算             | 17          | 0           |